# حمض الهيدروبروميك
حمض الهيدروبروميك هو حمض قوي يحصل عليه من انحلال غاز بروميد الهيدروجين HBr في الماء، لذلك تكتب صيغته الكيميائية على الشكل (HBr(aq، حيث تشير aq إلى الحالة المميهة للمركب.

## التحضير
يحضر المركب بشكل مباشر من انحلال غاز بروميد الهيدروجين في الماء؛ إلا أنه يمكن الحصول عليه بطرق مختلفة كناتج ثانوي، وذلك إما من تفاعل غاز البروم مع ثنائي أكسيد الكبريت والماء:
Br2 + SO2 + 2 H2O → H2SO4 + 2 HBr
أو من تفاعل حمض الكبريتيك مع بروميد البوتاسيوم:
H2SO4 + KBr → KHSO4 + HBr

## الخواص
يشبه حمض الهيدروبروميك في الكثير من خواصه حمض الهيدروكلوريك.

## الاستخدامات
يستخدم حمض الهيدروبروميك في تحضير مركبات البروميدات اللاعضوية.